# أولا سفينسون (لاعب كرة قدم)
أولا سفينسون هو لاعب كرة قدم سويدي في مركز الدفاع، ولد في 1967. لعب مع نادي أوليسوند.